# Petchory
Petchory (en russe : Печоры ; en estonien : Petseri) est une ville de l'oblast de Pskov, en Russie, et le centre administratif du raïon de Petchory. Sa population s'élevait à 10 337 habitants en 2014, y compris plusieurs centaines d'Estoniens de souche.

## Géographie
Petchory est limitée à l'ouest par la frontière entre la Russie et l'Estonie et se trouve à 43 km à l'ouest de Pskov.

## Histoire

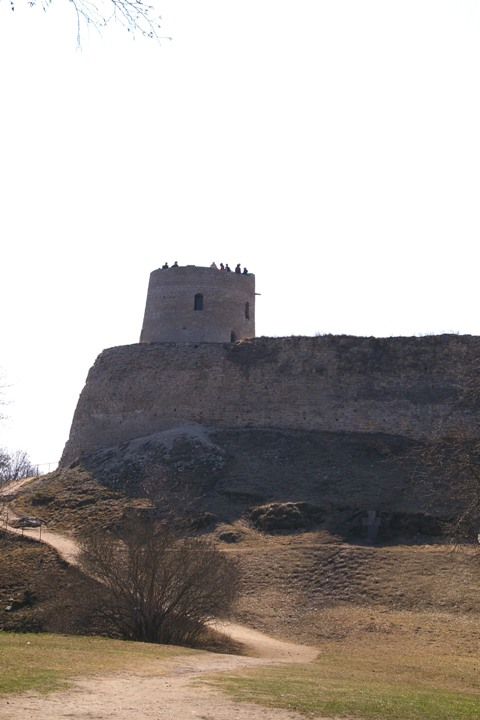
Forteresse médiévale Stari Isborsk près de Petchory.

La ville de Petchory a été fondée comme posad près du célèbre monastère Pskovo-Petcherski au XVIe siècle et devint bientôt un marché important. Pendant le règne du tsar Ivan le Terrible, Petchory fut une forteresse chargée de défendre la frontière. Elle fut assiégée à plusieurs reprises par les ennemis de la Russie : les forces d'Étienne Báthory saccagèrent le village pendant le siège de Pskov en 1581 ; les Suédois ou les Polonais prirent Petchory d'assaut en 1592, 1611, 1615, 1630, et de 1655 à 1657. Après le déclenchement de la Grande guerre du Nord, les Russes rénovèrent les fortifications et Boris Cheremetiev commença sa campagne de 1701 à Petchory.
Au XXe siècle, la localité, qui était tombée dans l'oubli pendant plusieurs siècles, retrouva son statut de ville en 1918. De février à décembre 1918, Petchory fut occupée par les Allemands. Pendant la guerre d'Indépendance estonienne, la ville fut prise par les forces de l'Estonie le 29 mars 1919. À la suite du traité de paix de Tartu, Petchory et le territoire contigu, appelé Setomaa, furent remises à l'Estonie.
Durant les années de l'Estonie indépendante, Petseri, comme on l'appelait à l'époque, était le centre de Petserimaa (comté de Petseri), l'un des onze comtés qui composaient la république d'Estonie. L'église Pierre fut construite à cette époque. Pendant la Seconde Guerre mondiale, elle fut occupée par l'armée allemande d'août 1941 au 11 août 1944.
En 1944, au cours de l'occupation soviétique de l'Estonie, Petchory et la plus grande partie du comté de Petseri furent annexées à l'oblast de Pskov de la RSFS de Russie. Ce territoire est depuis cette époque resté sous contrôle soviétique puis russe. Le traité frontalier signé par le ministre des Affaires étrangères estonien Urmas Paet et son homologue russe Sergueï Lavrov, le 18 mai 2005, confirma la « ligne de contrôle » — c'est-à-dire la frontière de l'époque soviétique —, et par conséquent laissa la région à la Russie. Quelques semaines plus tard, cependant, la Russie se retira du traité, laissant en vigueur le traité de Tartu, qui avait donné Petseri à l'Estonie.

## Population
Recensements (*) ou estimations de la population
| 1825 | 1856  | 1897* | 1922  | 1939* |
| ---- | ----- | ----- | ----- | ----- |
| 925  | 1 186 | 1 269 | 2 013 | 4 962 |

| 1959* | 1970* | 1979*  | 1989*  | 2002*  |
| ----- | ----- | ------ | ------ | ------ |
| 6 926 | 7 475 | 10 346 | 11 935 | 13 056 |

| 2006   | 2010*  | 2012   | 2013   | 2014   |
| ------ | ------ | ------ | ------ | ------ |
| 12 693 | 11 195 | 11 000 | 10 589 | 10 337 |